# Angelo Arcidiacono
Angelo Arcidiacono (né le 29 septembre 1955 à Catane et mort le 26 février 2007 dans la même ville) est un sabreur italien.

## Biographie
Angelo Arcidiacono dispute deux éditions des Jeux olympiques. Il est médaillé d'argent par équipe en 1976 à Montréal (avec Michele Maffei, Mario Tullio Montano, Tommaso Montano et Mario Aldo Montano) et sacré champion olympique par équipe en 1984 à Los Angeles (avec Ferdinando Meglio, Giovanni Scalzo, Marco Marin et Gianfranco Dalla Barba).